# Pekina
Pekina är en ort i Australien. Den ligger i kommunen Orroroo/Carrieton och delstaten South Australia, omkring 230 kilometer norr om delstatshuvudstaden Adelaide. Antalet invånare är 171.
Trakten runt Pekina är nära nog obefolkad, med mindre än två invånare per kvadratkilometer.. Närmaste större samhälle är Orroroo, omkring 13 kilometer nordost om Pekina. 
Omgivningarna runt Pekina är i huvudsak ett öppet busklandskap. Genomsnittlig årsnederbörd är 370 millimeter. Den regnigaste månaden är februari, med i genomsnitt 60 mm nederbörd, och den torraste är oktober, med 6 mm nederbörd.